# 와도마리정
와도마리정(일본어: 和泊町)은 일본 가고시마현의 남부 오키노에라부섬 동부에 있는 오시마군의 정(町)이다.

## 지리
오키노에라부섬 동부를 관할한다. 정 일대는 평탄한 융기성 산호초로 되어 있다.

### 인접한 자치체
- 지나정

## 역사
- 1908년 4월 1일 - 도서정촌제 시행으로 와도마리촌이 성립하였다.
- 1941년 5월 1일 - 정으로 승격해 와도마리정이 되었다.
- 1946년 1월 28일 - 미국(류큐 열도 미국 민정부)의 지배하에 들어갔다.
- 1953년 12월 25일 - 일본에 반환되었다.

## 교통

### 공항
- 오키노에라부 공항

### 항로
와도마리항에 가고시마, 고베, 오사카로 가는 페리가 있다.